# La Lettre d'amour (Fragonard)
Pour les articles homonymes, voir La Lettre d'amour.
La Lettre d'amour est un tableau réalisé par le peintre français Jean-Honoré Fragonard autour de 1775. Cette huile sur toile représente une jeune femme qui vient de recevoir un bouquet de fleurs et de lire le billet qui l'accompagne. Elle est conservée au Metropolitan Museum of Art, à New York.